# Caroga (bướm đêm)
Caroga  là một chi bướm đêm thuộc họ Erebidae.